# Disseny alimentari
El disseny alimentari - food design en anglès - és un concepte recent i canviant, i el seu ús és molt variat. La unió del mot disseny i alimentació es va dur a terme en el context d'un canvi cultural on la figura i l'activitat feta pels cuiners d'avantguarda es desdibuixa i entrellaça amb altres professions com la del dissenyador, científic, artesà; aquesta unió no és generada únicament per aquest canvi d'activitat sinó també per tot un moviment social entorn el consum d'aliments (preocupació social per la qualitat del producte, pel seu origen, per la seva estètica...)
Un primera definició del terme és la proposada per la The International Food Design Society que engloba totes les pràctiques i manifestacions en què hi ha algun tipus d'interacció entre el menjar i el disseny:
- design with food - disseny alimentari
- Food product design - indústria alimentària
- Design for food - disseny de productesi utensilis alimentaris
- Design about food - disseny inspirat en el menjar
- food space design and interior design for food - disseny interior espais alimentaris
- eating design - disseny experiències alimentàries

Aquestes manifestacions són en la majoria dels casos producte d'una associació entorn el món alimentari, no hi ha una manufactura directa de l'aliment com un producte. Així doncs de manera més específica es pot entendre com un àmbit del disseny que pren el menjar com a matèria principal i té com a objectiu l'elaboració d'un producte comestible mitjançant un procés específic. Aquest procés pot anar des de la modificació d'un aliment del seu estat natural fins a la creació d'un nou producte. Ambdós casos, però, requereixen estudis previs d'investigació, anàlisi, prototipat i testeig; i la manufactura pot tenir lloc de forma industrial, com pot ser les llaminadures, o artesanal com el pa amb tomàquet. Un exemple del disseny alimentari entès com a objecte de disseny és la concessió del Strike Designer Award al xef Ferran Adrià el 2006. Primera vegada que un xef, persona externa al món de l'art i el disseny, rep un premi específic d'aquest àmbit, establint així un diàleg entre la creativitat gastronòmica i la creació artística.

## Història
Des de temps remots el ser humà ha creat utensilis per a matar, manipular i menjar l'aliment. Extraiem d'aquesta relació la primera interacció del món de la creació i l'alimentació, unió que té els seus orígens en els inicis de la civilització humana.
Aquesta unió es va dur a terme al llarg de la història en molts factors diferents, des del disseny de pa en forma de trena per a simbolitzar les ofrenes, des del disseny de sistemes de refrigeració, d'emmagatzematge, el disseny d'eines, els sistemes de manufactura, així com el disseny de l'espai on es duren a terme activitats relacionades amb el menjar. Molts d'aquests dissenys són respostes a demandes provocades per a canvis socials resultat de la Revolució Industrial; Es crea la diferenciació entre la vida urbana i la rural i en conseqüència la cultura alimentària canvia exponencialment, un exemple és el redisseny dels supermercats americans Grand Union dut a terme per Milton Glaser. L'aliment es converteix en un producte de consum, desenvolupat majoritàriament per una indústria alimentària, i ja no es compra directament del productor sinó que s'obté de les grans superfícies comercials; s'inicia aquí un altre exemple d'unió entre el disseny i l'aliment, el màrqueting alimentari.
Aquests dos àmbits professionals han estat doncs en contacte en molts moments de la historia, evolucionant paral·lelament amb tots els canvis gastronòmics i de disseny que tenien lloc. El menjar té la riquesa a més a més de ser un producte de necessitat diària i vital els seus canvis es produeixen de manera molt ràpida i significativa, i la immediatesa del seu consum permet que siguin uns clars representants de les tendències i evolucions estètiques i socials. No és però fins a principis del segle xx, que la unió es manifesta lèxicament amb la formació del concepte disseny alimentari (food design). La primera aparició del mot Food Design, és el 2002 quant es registra el terme Food Design® a Itàlia i es duu a terme el primer concurs Food Design a Torino desenvolupat per l'estudi OneOff.
El concepte és doncs una manifestació del canvi evolutiu que el món de l'alimentació ha desenvolupat des dels anys 90, amb l'externalització i popularització de la gastronomia escenificada en la figura del cuiner i el canvi que aquesta inicia en interessar-se per sectors professionals externs. Interès generat per donar resposta a reaccions químiques pròpies de l'àmbit culinari, interès per a l'estètica dels utensilis, per a la investigació i creació de nous sistemes de cocció, interès en els productes…, àmbits professionals molt diversos on el disseny està present de forma significativa.